# Pirviniu
Pirviniu  este un antihelmintic eficient împotriva Enterobius vermicularis (oxiuriază) și Strongyloides stercoralis (strongiloidoză). Blocheaza enzimele helmintilor, perturbând metabolismul și transportul glucozei. În prezent este utilizat numai în tratamentul oxiuriazei. Pyrviniu este folosit sub formă de embonat sau pamoat. 

## Cod ATC
Cod ATC: P02CX01